# شیطان (فیلم ۱۹۰۸)
شیطان (انگلیسی: The Devil) فیلمی به کارگردانی دیوید وارک گریفیت است که در سال ۱۹۰۸ منتشر شد.

## بازیگران
- کلیر مکداول
- جورج گبهارت
- آرتور وی جانسون
- فلورنس لورنس
- مک سنت
- دیوید وارک گریفیت
- جینی مک‌فرسون